# نوسیبه
نوسیبه (به لاتین: Nosibe) یک منطقهٔ مسکونی در ماداگاسکار است که در ووهمار واقع شده‌است. نوسیبه ۹٬۰۰۰ نفر جمعیت دارد و ۳۸ متر بالاتر از سطح دریا واقع شده‌است.